# Drosophila hexastriata
Drosophila hexastriata este o specie de muște din genul Drosophila, familia Drosophilidae, descrisă de Tan, Hsu și Mao-Ling Sheng în anul 1949. Conform Catalogue of Life specia Drosophila hexastriata nu are subspecii cunoscute.